# Svømning under sommer-OL 2012 – 4 x 200m fri mænd
4 x 200 meter fri stafet for herrer under sommer-OL 2012 fandt sted den 31. juli i London Aquatics Centre. 

## Program
| 31. juli                    | 12:45 | Indledende heat |
| 31. juli                    | 21:46 | Finale          |
| Alle tidspunkt er norsk tid |       |                 |

## Resultater

### Indledende heat
| Nr | Heat | Bane | Navn | Nationalitet                                                                                                 | Tid     | Noter |
| -- | ---- | ---- | ---- | --- | ------- | ----- |
| 1  | 2    | 4    | USA  | Charlie Houchin (1:48.22) Matt McLean (1:46.68) Davis Tarwater (1:46.33) Conor Dwyer (1:45.52)               | 7:06.75 | Q     |
| 2  | 1    | 4    | FRA  | Jérémy Stravius (1:47.42) Grégory Mallet (1:47.56) Amaury Leveaux (1:47.87) Clément Lefert (1:46.33)         | 7:09.18 | Q     |
| 3  | 1    | 5    | GER  | Tim Wallburger (1:48.10) Dimitri Colupaev (1:47.47) Clemens Rapp (1:48.04) Paul Biedermann (1:45.62)         | 7:09.23 | Q     |
| 4  | 2    | 3    | AUS  | David McKeon (1:48.25) Cameron McEvoy (1:47.89) Ned McKendry (1:47.55) Ryan Napoleon (1:46.81)               | 7:10.50 | Q     |
| 5  | 2    | 6    | GBR  | David Carry (1:48.82) Ross Davenport (1:47.59) Rob Bale (1:49.85) Robbie Renwick (1:46.44)                   | 7:10.70 | Q     |
| 6  | 2    | 5    | CHN  | Lü Zhiwu (1:48.83) Li Yunqi (1:47.27) Haiqi Jiang (1:47.56) Dai Jun (1:47.69)                                | 7:11.35 | Q     |
| 7  | 1    | 8    | RSA  | Darian Townsend (1.48,09) Jean Basson (1.48,12) Sebastien Rousseau (1.47,67) Chad le Clos (1.47,63)          | 7.11,51 | Q     |
| 8  | 1    | 2    | HUN  | Dominik Kozma (1.47,24) Peter Bernek (1.48,94) László Cseh (1.48,19) Gergő Kis (1.47,27)                     | 7.11,64 | Q     |
| 9  | 1    | 3    | JPN  | Yuki Kobori (1.48,00) Sho Sotodate (1.47,30) Chiaki Ishibashi (1.48,38) Yuya Horihata (1.48,06)              | 7.11,74 |       |
| 10 | 2    | 1    | RUS  | Artem Lobuzov (1.48,30) Evgeny Lagunov (1.47,40) Mikhail Polishchuk (1.48,82) Alexander Sukhorukov (1.47,34) | 7.11,86 |       |
| 11 | 1    | 6    | ITA  | Gianluca Maglia (1.48,39) Alex di Giorgio (1.47,93) Riccardo Maestri (1.47,94) Marco Belotti (1.48,53)       | 7.12,69 |       |
| 12 | 2    | 8    | BEL  | Dieter Dekoninck (1.48,62) Glenn Surgeloose (1.48,22) Louis Croenen (1.49,32) Pieter Timmers (1.48,28)       | 7.14,44 |       |
| 13 | 1    | 1    | DEN  | Daniel Skaaning (1.48,98) Pál Joensen (1.49,40) Anders Lie (1.47,59) Mads Glæsner (1.49,07)                  | 7.15,04 |       |
| 14 | 2    | 7    | CAN  | Blake Worsley (1.48,23) Colin Russell (1.48,54) Tobias Oriwol (1.49,24) Alec Page (1.49,21)                  | 7.15,22 |       |
| 15 | 1    | 7    | NZL  | Matthew Stanley (1,47,88) Steven Kent (1.49,92) Dylan Dunlop-Barrett (1.49,51) Andy McMillan (1.49,87)       | 7.17,18 |       |
| 16 | 2    | 2    | AUT  | David Brandl (1.49,80) Christian Scherubl (1.48,64) Markus Rogan (1.48,13) Florian Janistyn (1.51,37)        | 7.17,94 |       |

### Finale
| Nr     | Bane | Navn | Nationalitet                                                                                         | Tid     | Noter |
| ------ | ---- | ---- | --- | ------- | ----- |
| Guld   | 4    | USA  | Ryan Lochte (1.45,15) Conor Dwyer (1.45,23) Ricky Berens (1.45,27) Michael Phelps (1.44,05)          | 6.59,70 |       |
| Sølv   | 5    | FRA  | Amaury Leveaux (1.46,70) Grégory Mallet (1.46,83) Clément Lefert (1.46,00) Yannick Agnel (1.43,24)   | 7.02,77 | NR    |
| Bronze | 7    | CHN  | Hao Yun (1.47,12) Li Yunqi (1.46,46) Haiqi Jiang (1.47,17) Sun Yang (1.45,55)                        | 7.06,30 |       |
| 4      | 3    | GER  | Paul Biedermann (1.46,15) Dimitri Colupaev (1.46,36) Tim Wallburger (1.47,48) Clemens Rapp (1.46,60) | 7.06,59 |       |
| 5      | 6    | AUS  | Thomas Fraser-Holmes (1.46,13) Kenrick Monk (1.46,67) Ned McKendry (1.47,60) Ryan Napoleon (1.46,60) | 7.07,00 |       |
| 6      | 2    | GBR  | Robbie Renwick (1.46,93) Ieuan Lloyd (1.47,40) Rob Bale (1.47,45) Ross Davenport (1.47,55)           | 7.09,33 |       |
| 7      | 1    | RSA  | Darian Townsend (1.47,25) Sebastien Rousseau (1.47,36) Chad le Clos (1.47,15) Jean Basson (1.47,89)  | 7.09,65 |       |
| 8      | 8    | HUN  | Dominik Kozma (1.46,94) László Cseh (1.48,06) Peter Bernek (1.48,74) Gergő Kis (1.49,92)             | 7.13,66 |       |